# 小行星2034
小行星2034（2034 Bernoulli）是一颗绕太阳运转的小行星，为主小行星带小行星。该小行星于1973年3月5日发现。
該小行星以白努利家族命名。

## 轨道参数
小行星2034的轨道半长轴为2.2464864 UA，离心率为0.180。